# Al Unser

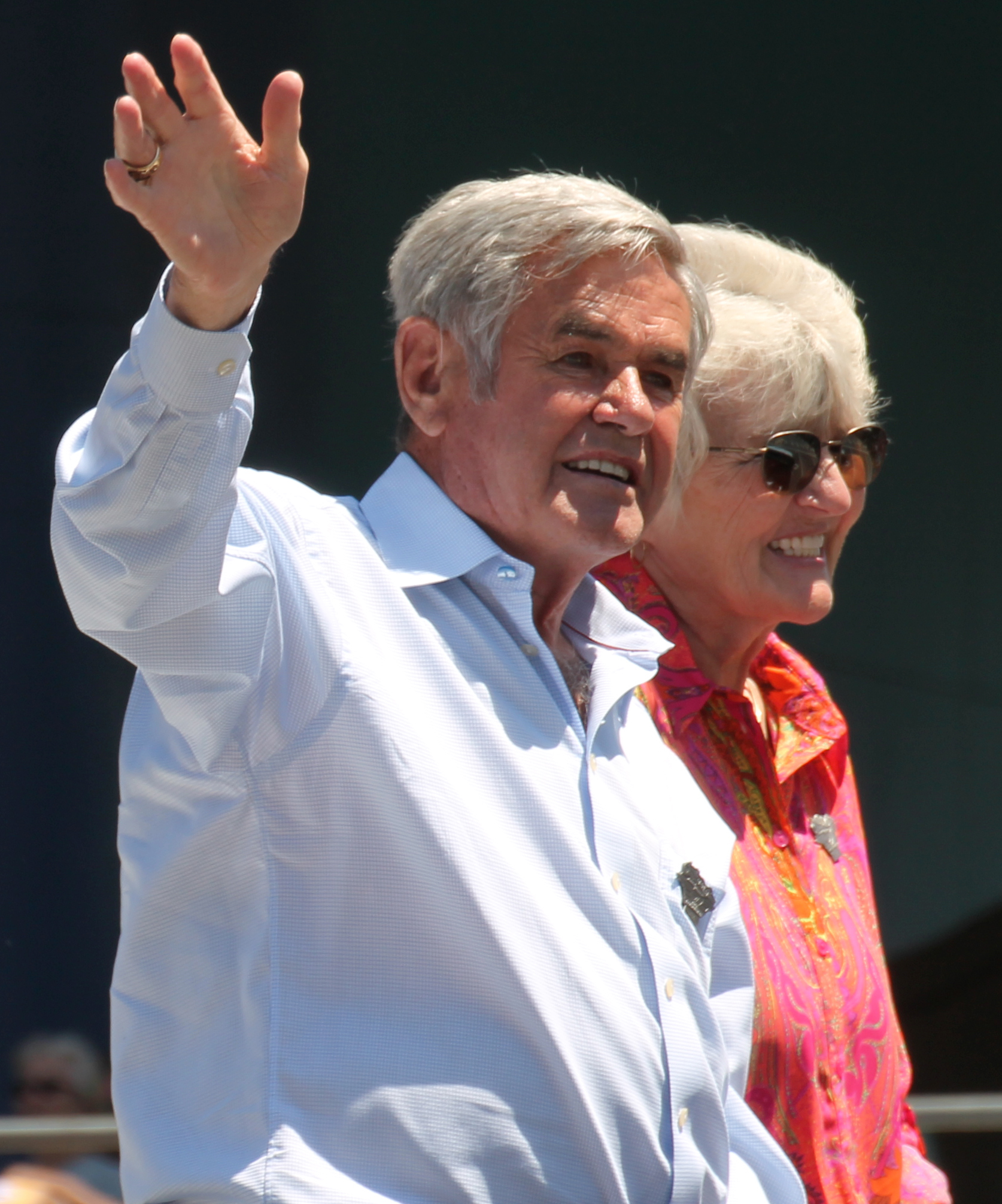
Al Unser 2015 mit Ehefrau Karen Sue Unser

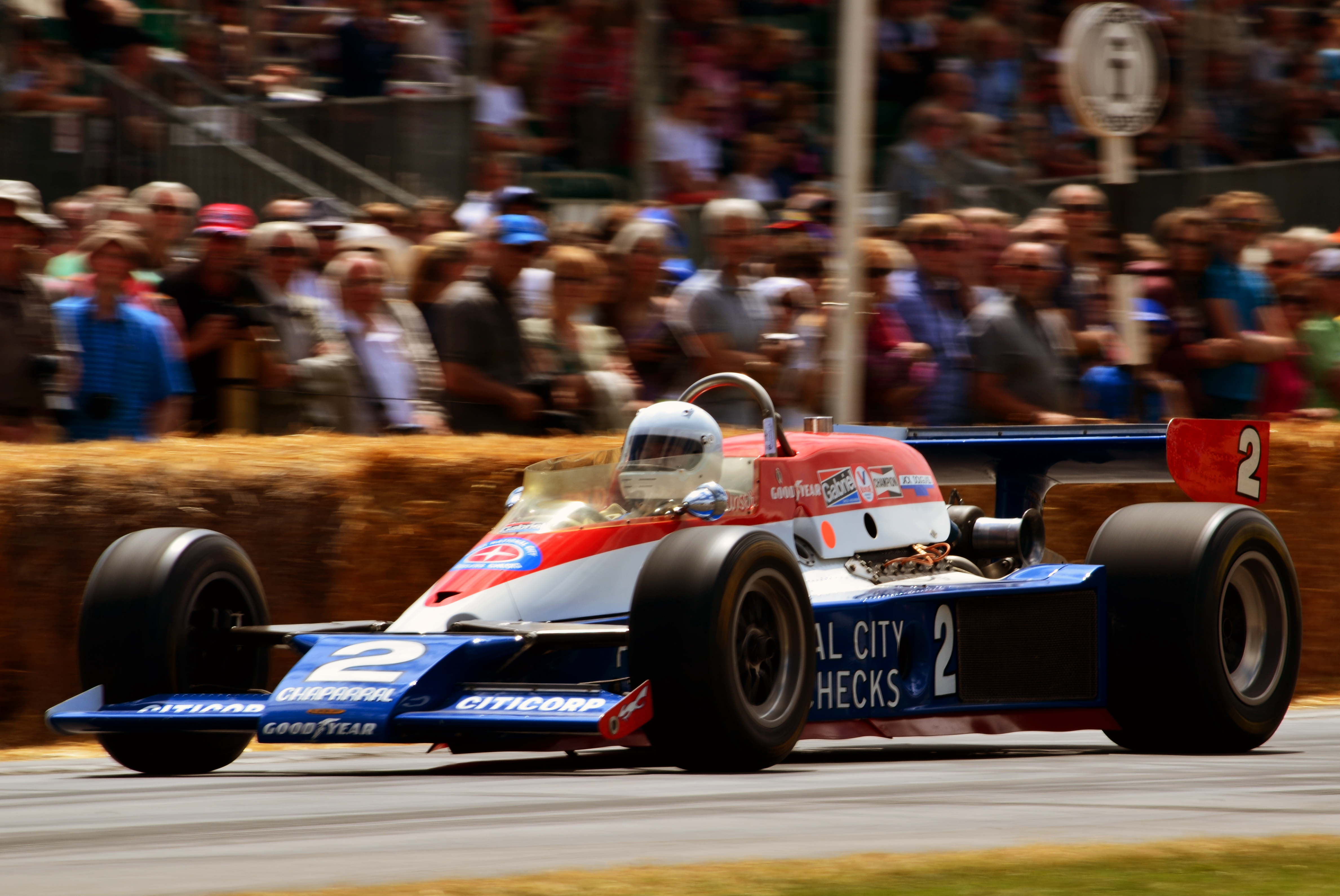
Al Unser im Lola T500 2014 in Goodwood

Alfred „Al“ Unser (* 29. Mai 1939 in Albuquerque, New Mexico; † 9. Dezember 2021 in Chama, New Mexico) war ein US-amerikanischer Automobilrennfahrer.

## Karriere
Gemeinsam mit A. J. Foyt, Rick Mears und Hélio Castroneves gehört er zu den vier Rennfahrern, die bei den 500 Meilen von Indianapolis vier Mal siegten. Er stammt aus einer Rennfahrerfamilie, denn auch seine Onkel Louis Unser und Joe Unser sowie seine Brüder Bobby Unser und Jerry Unser waren Rennfahrer. Außerdem ist er der Vater von Al Unser Jr. und der Großvater von Al Unser III, die ebenfalls Rennfahrer sind.
1957 begann Al Unser im Alter von 18 Jahren mit dem Rennfahren auf Ovalkursen in Albuquerque. Er ging in modifizierten Roadstern, Sprint- oder Midget-Cars an den Start. 1960 startete er erstmals beim Pikes Peak International Hill Climb und wurde hinter seinem Bruder Bobby Zweiter.
Sein erster Start beim Indianapolis 500 fand im Jahr 1965 statt. Er beendete das Rennen als Neunter, nachdem er aus der letzten Startreihe ins Rennen gegangen war. In diesem Jahr feierte er am Pikes Peak auch seinen ersten Sieg in einem Indy Car. 1967 wurde er hinter A. J. Foyt Zweiter in Indianapolis und holte in Langhorne seine erste Pole-Position. 1968 konnte er in Nazareth, den beiden Läufen im Indianapolis Raceway Park und den beiden Läufen in Langhorne fünf Rennen in Serie gewinnen. Außerdem startete er in dieser Saison auch fünf Mal von der Pole-Position und beendete die Saison auf dem dritten Gesamtrang der USAC National Championship. 1969 brach er sich bei einem Motorradunfall ein Bein und konnte daraufhin nicht in Indianapolis starten. Im Verlauf der Saison gewann er trotzdem noch fünf Rennen und wurde Zweiter der Meisterschaft.
1970 gewann er erstmals in Indianapolis, zwei Jahre nachdem sein Bruder Bobby dort seinen ersten Sieg geholt hatte. Al Unser dominierte das Rennen. Er eroberte die Pole-Position mit einer Rekordgeschwindigkeit von 170,221 Meilen pro Stunde (273,944 km/h). Im Rennen führte er insgesamt 190 der 200 Runden. Er gewann mit einem Vorsprung von 31,8 Sekunden vor dem Zweiten Mark Donohue. Dieser Sieg und der seines Bruders 1968 machte sie zum einzigen Bruderpaar, das das Indy 500 gewinnen konnte. Auch die Meisterschaft konnte er in diesem Jahr erstmals für sich entscheiden. Mit 10 Siegen und 8 Pole-Positions aus 18 Rennen holte er sich überlegen vor seinem Bruder Bobby den Titel.
1971 konnte er seinen Indy 500-Sieg aus dem Vorjahr wiederholen. Er war damit nach Wilbur Shaw, Mauri Rose und Bill Vukovich erst der Vierte, der das schaffte. Durch einen zweiten Platz 1972 hinter Mark Donohue verpasste er den Rekord von drei Indy 500-Siegen in Folge.
1978 startete er als Fünfter ins Indy 500. In Runde 75 übernahm er erstmals die Führung und konnte bis zur Rennhalbzeit einen Vorsprung von 23 Sekunden auf Danny Ongais herausfahren. Als noch weniger als ein Drittel des Rennens vor ihm lag, war sein Vorsprung auf 5,8 Sekunden geschrumpft. Aber nach 362,5 Meilen schied Ongais mit Motorschaden aus und Al Unser konnte seinen dritten Sieg in Indy feiern.
In der Saison 1979 gewann er ein Rennen und wurde Gesamtfünfter der neuen CART-Indy-Car-Meisterschaft. In den folgenden drei Saisons gewann er keine Rennen. Erst nach einem Wechsel zu Penske Racing im Jahr 1983 gehörte er wieder zu den Gewinnern und entschied auch die Meisterschaft für sich. Dies wiederholte er 1985, als er mit einem Punkt Vorsprung auf seinen Sohn Al Unser Jr. Meister wurde.
1987 gewann er fünf Tage vor seinem 48. Geburtstag zum vierten Mal in Indy. Er startete als Zwanzigster. In Runde 183 übernahm er die Führung und gewann mit 4,5 Sekunden Vorsprung auf Roberto Guerrero. Er war damit der älteste Gewinner des 500-Meilen-Rennens. Diesen Rekord nahm er seinem Bruder Bobby ab.
Am 17. Mai 1994 erklärte Al Unser seinen Rücktritt. Bis heute hält er den Rekord mit den meisten Führungsrunden in Indianapolis.
Al Unser starb am 9. Dezember 2021 nach langer Krankheit im Alter von 82 Jahren.

## Statistik

### Sebring-Ergebnisse
| Jahr | Team         | Fahrzeug         | Teamkollege | Platzierung | Ausfallgrund |
| ---- | ------------ | ---------------- | ----------- | ----------- | ------------ |
| 1968 | Samadco Ltd. | Chevrolet Camaro | Lloyd Ruby  | Ausfall     | Motorschaden |

### Einzelergebnisse in der Sportwagen-Weltmeisterschaft
| Saison | Team         | Rennwagen        | 1   | 2   | 3   | 4   | 5   | 6   | 7   | 8   | 9   | 10  |
| ------ | ------------ | ---------------- | --- | --- | --- | --- | --- | --- | --- | --- | --- | --- |
| 1968   | Samadco Ltd. | Chevrolet Camaro | DAY | SEB | BRH | MON | TAR | NÜR | SPA | WAT | ZEL | LEM |
| 1968   | Samadco Ltd. | Chevrolet Camaro | DNF |     |     |     |     |     |     |     |     |     |